# Casa a la plaça Petita, 5 (Sant Martí d'Empúries)
La Casa a la plaça Petita, 5 és una obra de Sant Martí d'Empúries, al municipi de l'Escala (Alt Empordà), inclosa a l'Inventari del Patrimoni Arquitectònic de Catalunya. Situada dins del nucli emmurallat de Sant Martí d'Empúries, ubicada entre l'accés occidental i l'accés sud al recinte emmurallat, a la plaça Petita.

## Descripció
Edifici de planta rectangular, format per una sola crugia, amb jardí a la part posterior. Presenta la coberta plana amb terrat, on sobresurt un petit cos rectangular, amb el coronament ornamentat. Probablement es tracti del badalot de l'edifici. Està distribuït en planta baixa i pis. A la façana encarada a la plaça hi ha quatre obertures rectangulars, ordenades simètricament. A la planta baixa hi ha el portal i una finestra amb l'ampit de rajola decorada. Als pis, dues finestres més. Totes les obertures presenten guardapols decorat a la part superior. La façana està coronada per la barana que delimita el terrat, bastida amb maons. Les altres façanes de l'edifici també presenten obertures rectangulars, rematades amb guardapols decorat. De la posterior, encarada al jardí, destaca un balcó corregut al pis, amb llosana ondulada sostinguda per revoltons. A l'extrem sud de la finca hi ha un petit cos aïllat rectangular.
Tot el parament de l'edifici està arrebossat.